# Арчдейл, Хелен
Хелен Александр Арчдейл (англ. Helen Archdale; урождённая Рассел (Russell); 25 августа 1876, Нентхорн, Шотландия — 8 декабря 1949, Сент-Джонс-Вуд, Лондон) — шотландская феминистка, суфражистка и журналист. Арчдейл была организатором Шеффилдского отделения Женского социально-политического союза, а затем секретарём его заключённых в Лондоне.
Во время Первой мировой войны, Арчдейл организовывала учебные курсы для женщин-работников сельского хозяйства в 1914 году. В 1917 году она работала во Вспомогательном корпусе Армии королевы Марии, а в 1918 году в женском отделе Министерства национальной службы.

## Биография
Арчдейл родилась в Нентхорне, графство Бервикшир, в семье Хелен Эванс (урожденной Картер) (1834-1903), одной из Эдинбургской семёрки, первой группы женщин, поступивших в Британский университет, и Александра Рассела (1814-1876), шотландского журналиста и редактора журнала Scotsman.
Арчдейл получила образование в школе Святого Леонарда, в Сент-Андрусе, затем в Сент-Эндрюсском университете (1893-1894), где стала одной из первых женщин-студентов.
В 1901 году она вышла замуж за капитана Теодора Монтгомери Арчдейла, который служил в Индии. О её пребывании в Индии известно немного. Вернувшись в Шотландию в 1908 году, она сразу же присоединилась к Женскому социально-политическому союзу (WSPU), став организатором его Шеффилдского филиала в 1910 году, наняла Адель Панкхёрст в качестве гувернантки, а в 1911 году переехала в Лондон и заняла должность секретаря заключённых.
Арчдейл также работала писателем и журналистом. Она занималась публикациями WSPU в The Suffragette с октября 1912 года, а с 1915 года она писала для её преемника — Британии. Она была первым редактором политического и литературного еженедельного обозрения Time & Tide (с невысказанным подтекстом «не для мужчин»), основанного в 1920 году Маргарет Рондой. В 1930-е годы она публиковала статьи в The Times, Daily News, Christian Science Monitor и Scotsman.
Во время Первой мировой войны Арчдейл занимала различные должности, в том числе в отделе по делам женщин Министерства национальной службы в последний год войны. Она организовала учебные курсы для женщин, задействованных в сельском хозяйстве, работала в Вспомогательном корпусе армии королевы Марии с 1917 года, а в 1918 году — в женском отделе Министерства национальной службы.

## Политическая активность
Арчдейл принимала участие в демонстрации WSPU в Эдинбурге 9 октября 1909 года. Позже в том же месяце она была арестована вместе с Ханной Митчелл, Аделой Панкхёрст и Мод Иоахим и Кэтрин Корбетт в Данди. Они были осуждены за нарушение правопорядка и срыве встречи, проводимой местным депутатом Уинстоном Черчиллем, на которую женщины не были приглашены. После ареста 20 октября все они объявили голодовку и были освобождены после четырёх из десяти назначенных дней тюремного заключения. Начальник тюрьмы и медицинский надзиратель оценили, что из-за особенностей «строения» Арчдейл «будет особенно трудно кормить насильно».
В декабре 1911 года Арчдейл была приговорена к двум месяцам тюремного заключения за разбитое окно в Уайтхолле. Её дочь Бетти Арчдейл (1907-2000) вспоминала, как собирала камни для своей матери и навещала её в тюрьме Холлоуэй.

Арчдейл была секретарём, а затем и международным секретарём группы шести пунктов, основанной Маргарет Рондой. Шестью целями группы были:
1. Принятие закона о насилии в отношении детей
2. Принятие закона о защите овдовевших матерей
3. Принятие закона о защите незамужних матерей и их детей
4. Равные права опеки и попечительства для женатых родителей
5. Равная оплата труда учителей
6. Равные возможности для мужчин и женщин на государственной службеSpartacus Educational, Хелен Арчдейл
В 1926 году Арчдейл и Ронда основали Совет открытых дверей с Кристал Макмиллан и Элизабет Эббот. Совет открытых дверей был создан для содействия обеспечению равных экономических возможностей для женщин с акцентом на экономическую эмансипацию. Он выступал против расширения сферы применения законодательства о защите женщин в области оплачиваемого труда, объясняя это тем, что основная цель политики такого законодательства — ограничения и фактический запрет доступа к высокооплачиваемой работе для женщин, такой как, например, добыча полезных ископаемых. Арчдейл также была активистом международного филиала Open Door International, основанного в 1929 году, где Кристал Макмиллан была президентом.
В 1927 году Арчдейл начала работать в Женеве, лоббируя договор о равных правах в Лиге Наций в начале 1930-х годов. Лига была первой международной организацией, основной миссией которой было поддержание мира во всём мире. Она стала секретарем Комитета по связям с женскими международными организациями, созданного в 1931 году как коалиция по содействию равноправию, разоружению и представительству женщин в Лиге. С 1929 по 1934 год она возглавляла международную организацию «Равные права», основанную в Гааге и занимающуюся пропагандой равенства женщин и мужчин в области права и профессии. В конце 1930-х годов она была связана с Всемирной женской партией.

## Личная жизнь
9 октября 1901 года Арчдейл вышла замуж за капитана, позже подполковника, Теодора Монтгомери Арчдейла (1875-1918), который в то время находился в Индии. Начало своей супрежеской жизни она провела в Ланкашире и Индии. У пары было два сына и одна дочь. С 1913 года, Арчдейл, по-видимому, отдалилась от мужа. По словам её биографа Дэвида Дугана, у неё были отношения с Леди Маргарет Рондой: «К началу 1920-х годов она делила квартиру и вместе со своей семьёй загородный дом (Стоунпитс, Кент) с Леди Рондой».
Хелен Арчдейл умерла 8 декабря 1949 года в доме 17 по Grove Court, в Сент-Джонс-Вуд, Лондон.